# Vysoké Chvojno
Vysoké Chvojno település Csehországban, a Pardubicei járásban. Vysoké Chvojno Holice, Albrechtice nad Orlicí, Nová Ves, Týniště nad Orlicí, Býšť, Poběžovice u Holic, Chvojenec és Horní Ředice településekkel határos. Lakosainak száma 457 fő (2024. január 1.).

## Népesség
A település lakosságának változását az alábbi diagram mutatja:
| Lakosok száma | 450  | 620  | 642  | 537  | 508  | 386  | 407  | 411  | 428  | 457  |
|               | 1869 | 1900 | 1921 | 1961 | 1980 | 2011 | 2016 | 2019 | 2021 | 2024 |